# Czesław Majorek (pedagog)
Czesław Majorek (ur. 27 września 1938 w Pleśnej, zm. 29 września 2002 w Tarnowie) – polski historyk i pedagog, prof. dr hab. nauk humanistycznych o specjalności dydaktyka historii, historia oświaty i wychowania, profesor zwyczajny.

## Życiorys
Urodził się w Pleśnej nieopodal Tarnowa, gdzie ukończył edukację na poziomie podstawowym. Naukę kontynuował w Liceum Pedagogicznym w Tarnowie, by ukończyć je w roku 1956. Od 1956 do 1958 pracował jako nauczyciel w szkole podstawowej w Szczecinie. W latach 1958–1960 był słuchaczem Studium Nauczycielskiego w Gorzowie Wielkopolskim, gdzie obrał historię jako główny kierunek studiów. W 1960 podjął studia pedagogiczne w Wyższej Szkole Pedagogicznej w Gdańsku, które ukończył w roku 1963. Po zakończeniu studiów przez rok pracował w szkole budowlanej w Tarnowie.
Od roku 1964 kontynuował edukację w WSP w Krakowie, której uwieńczeniem było uzyskanie w 1968 stopnia doktora nauk humanistycznych na podstawie rozprawy doktorskiej System kształcenia nauczycieli szkół ludowych w Galicji doby autonomicznej 1871–1914. Stopień doktora habilitowanego nauk humanistycznych w zakresie historii wychowania i nauki oraz dydaktyki historii oraz wychowania obywatelskiego uzyskał w roku 1975, w oparciu o zaprezentowaną rozprawę habilitacyjną „Książki szkolne Komisji Edukacji Narodowej”.
Prowadzona w WSP w Krakowie (obecnie Uniwersytet Pedagogiczny) działalność dydaktyczna i naukowa, zaowocowała uzyskaniem w roku 1986 tytułu naukowego profesora nadzwyczajnego, a w roku 1997 bądź 1998 profesora zwyczajnego.
Dorobek naukowy Czesława Majorka obejmuje 6 prac monograficznych, do których zalicza się 3 książki autorskie. Ponadto pozostawił 226 rozpraw, artykułów naukowych, sprawozdań i recenzji, 3 podręczniki dydaktyki historii, 1 wydawnictwo źródłowe oraz 15 opracowań redakcyjnych. Prace naukowe publikował w językach: polskim, angielskim, węgierskim, niemieckim, serbskim, rosyjskim, bułgarskim, hiszpańskim i katalońskim.

## Upamiętnienie
Imię prof. Czesława Majorka nosi Zespół Szkół Ponadgimnazjalnych w Ryglicach.

## Wybrane publikacje
- System kształcenia nauczycieli szkół ludowych w Galicji doby autonomicznej 1871–1914 (1971)[8]
- Książki szkolne Komisji Edukacji Narodowej (1975)[8]
- Projekty reform szkolnictwa ludowego w Galicji (1980)[8]

## Odznaczenia
- Krzyż Kawalerski Orderu Odrodzenia Polski (1988)[9]
- Złoty Krzyż Zasługi (1981)[9]
- Srebrny Krzyż Zasługi (1979)[9]
- Medal Komisji Edukacji Narodowej (1975)[9][10]